# Anup Nagar
Anup Nagar è una suddivisione dell'India, classificata come census town, di 9.962 abitanti, situata nel distretto di Murshidabad, nello stato federato del Bengala Occidentale. In base al numero di abitanti la città rientra nella classe V (da 5.000 a 9.999 persone).

## Geografia fisica
La città è situata a 24° 41' 05 N e 87° 58' 00 E.

## Società

### Evoluzione demografica
Al censimento del 2001 la popolazione di Anup Nagar assommava a 9.962 persone, delle quali 4.989 maschi e 4.973 femmine. I bambini di età inferiore o uguale ai sei anni assommavano a 2.321, dei quali 1.174 maschi e 1.147 femmine. Infine, coloro che erano in grado di saper almeno leggere e scrivere erano 3.186, dei quali 2.074 maschi e 1.112 femmine.